# 프라이트너
《프라이트너》(영어: The Frighteners)는 미국과 뉴질랜드에서 제작된 피터 잭슨 감독의 1996년 초자연 코미디 공포 영화이다. 마이클 J. 폭스 등이 출연하였고, 피터 잭슨 등이 제작에 참여하였다.

## 줄거리
1990년 아내 데브라가 교통사고로 사망한 뒤 프랭크는 귀신을 보는 능력이 생긴다. 세 유령 더 저지, 사이러스, 스튜어트와 사귄 프랭크는 이 유령 친구들이 이웃집에 출몰하면 프랭크가 이를 구마하는 척 하는 식으로 협업하며 돈을 번다.
프랭크는 사람들 이마에 숫자를 남긴 뒤 죽이는 사신 모습 유령을 보기 시작한다. 이를 통해 프랭크는 살인을 예견하고, 경찰과 FBI로부터 의심을 산다. 결국 프랭크는 살인 혐의로 감옥에 들어가나 유령 친구들이 조력해 탈옥한다.
내과의 루시는 프랭크를 저체온증으로 만들고 바르비투르산으로 심장을 멈춰 가사 상태를 유도한다. 유령이 된 프랭크는 "사신"을 대면한다. 사신은 1964년 12명을 살해해 사형이 집행된 정신병원 잡역부 조니 바틀릿이었다. 당시 십대였던 공범 퍼트리샤는 미성년자라는 이유로 사형을 피했으며 여전히 조니를 사랑해 조니 유령을 돕고 있었는데...

## 출연
- 마이클 J. 폭스 - 프랭크 배니스터 역
- 트리니 알버라도 - 루시 린스키, 내과의 역
- 피터 돕슨 - 레이 린스키, 건강수호자(health advocate), 루시의 남편 역
- 존 애스틴 - 더 저지, 올드 웨스트 시절 총잡이 유령 역
- 짐 파이프 - 스튜어트, 1950년대 너드 유령 역
- 샤이 맥브라이드 - 사이러스, 1970년대 깡패 유령 역
- 제프리 콤스 - FBI 요원 밀턴 대머스, 맨슨 패밀리 피해자 역
- 제이크 뷰시 - 조니 바틀릿 역
- 디 월리스 - 퍼트리샤 브래들리 역
- 줄리애나 매카시 - 퍼트리샤의 어머니 역
- R. 리 어미 - 하일스, 육군 상사 유령 역
- 멜러니 린스키 - 보안관보 역

## 기타 제작진
- 공동 제작: 팀 샌더스
- 협력 제작: 프랜 월시
- 배역: 빅토리아 버로스
- 미술: 그랜트 메이저
- 의상: 바버라 대라
- 특수 효과: 리처드 테일러, 릭 베이커
- 사운드 디자인: 랜디 톰
- 음향 감독: 마이크 홉킨스

## 우리말 녹음
KBS 성우진
- 김일 - 프랭크 배니스터 (마이클 J. 폭스)
- 서혜정 - 루시 (트리니 알버라도)
- 김관진 - 레이 (피터 돕슨)
- 이종구 - 더 저지 (존 애스틴)
- 장정진 - 밀턴 대머스 (제프리 콤스)
- 문옥현
- 온영삼
- 강연숙
- 노민
- 유명숙
- 유제상
- 김익태
- 김정주
- 박상훈
- 김영진